# Vorma
Vorma est un cours d'eau de Norvège. Il part du lac Mjøsa et conflue dans la Glomma.

## Étymologie
Il est ainsi nommé parce que c'est un fleuve « chaud » qui gèle rarement — contrairement à d'autres rivières telles que la Glomma et le Gudbrandsdalslågen. 

## Géographie
À la confluence de la Vorma et de la Glomma à Årnes et à Nes se trouve le Funnefoss, une cascade de la Glomma haute de 10 mètres.